# Fiodor Droujinine
Pour les articles homonymes, voir Droujinine.
Fiodor Serafimovitch Droujinine (en russe : Фёдор Серафимович Дружинин), altiste, pédagogue et compositeur russe, est né à Moscou le 6 avril 1932 et décédé en cette même ville le 1er juillet 2007, des suites d'une longue maladie.

## Biographie
Fiodor Droujinine étudie à l’école centrale de musique de Moscou avec Nikolaï Sokolov, puis au Conservatoire dans la classe de l’éminent professeur Vadim Borissovski, fondateur de la classe spéciale d’alto. Resté dans la capitale pendant la Seconde Guerre mondiale, il assiste à l’interprétation du quintette à clavier de Chostakovitch, par le compositeur et le quatuor Beethoven. C’est le début d’une intense fascination pour la musique de Chostakovitch qui l’accompagnera durant toute sa vie. En 1960, il est invité par D. Tsyganov (premier violon du quatuor Beethoven) à remplacer son professeur V. Borissovski, souffrant de problèmes cardiaques, au sein du quatuor Beethoven. Il fait forte impression en déchiffrant à vue les 9e et 10e quatuors de Chostakovitch lors de la première répétition en présence du compositeur. Chostakovitch fut très satisfait et F. Droujinine fit dès lors partie intégrante du prestigieux ensemble. Peu de temps après, il succède à V. Borissovski comme professeur d’alto au conservatoire de Moscou où il enseignera pendant plus de trente ans. 
Par l’amitié et l’étroite collaboration avec Chostakovitch, qui lui dédia sa dernière œuvre (la sonate pour alto op. 147), et par sa contribution au développement du répertoire de l’alto, F. Droujinine peut être considéré comme l’un des interprètes russes les plus importants de la seconde moitié du XXe siècle. 
À l’instar d’artistes comme Eugène Ysaÿe ou Georges Enesco, Fiodor Droujinine fut un musicien complet : soliste, quartettiste, compositeur, pédagogue et défenseur de la musique contemporaine ; il voua son existence entière à la musique.
Droujinine jouait un alto de Amati et un Guarneri.

## Interprète
L’art de Droujinine a été applaudi bien au-delà des frontières de la Russie. Les mélomanes allemands et japonais, français et italiens, finlandais et polonais, suisses et canadiens ont pu admirer son jeu. À Toronto en 1980, il reçut un accueil triomphal au IXe Congrès International de l’alto, acclamé entre autres par William Primrose et Raphael Hillyer (en). Cet événement rassemblait quelque trois-cents altistes de renommée internationale. Les années de brillante activité d’interprète du musicien incitèrent les plus grands compositeurs russes à écrire de nouvelles pièces pour alto. Ainsi naquirent et conquirent les faveurs du public les concertos de Roman Ledenev et de Grigori Frid, les sonates de Chostakovitch et de Weinberg. Dédiées à l’altiste et présentées par lui au public pour la première fois, ces œuvres furent jouées à maintes reprises dans les salles de Moscou et de nombreuses villes russes, ainsi que lors de tournées du musicien à l’étranger. 
Droujinine a consacré ses forces à l’enrichissement du répertoire de l’alto. Par sa recherche constante de nouvelles compositions, il a offert aux auditeurs nombre d’œuvres merveilleuses d’auteurs étrangers, longtemps restées inconnues du public russe. Le musicien fut ainsi le premier interprète du concerto pour alto de Bartók à Moscou. Il collabora avec des artistes tels que Maria Youdina, Alfred Schnittke, Andreï Volkonski, Ksénia et Olga Erdeli, Maria Grinberg, Sviatoslav Knouchevitski, Lev Oborine, Larissa Panteleïeva, Vera Doulova, Walter Delahunt (en), etc. Il participa à la création des quatuors de Dmitri Chostakovitch à partir du 9e et fut le dédicataire de la sonate pour alto op. 147, œuvre ultime du compositeur.
Citation de Maria Youdina, célèbre pianiste russe : « J’ai trouvé en Droujinine une perfection instrumentale extraordinaire, un esprit et noble au possible ; un goût, et, ce qui est peut-être pour moi l’essentiel, un intérêt profond pour la modernité. » 

## Compositeur
Dès son plus jeune âge, Fiodor Droujinine s’est intéressé à la composition. Il étudie cette discipline au conservatoire de Moscou parallèlement à ses études d’alto. Il s’y consacra ensuite tout au long de sa carrière.   
Ses œuvres 
- Variations pour alto solo (1968)
- Sinfonia a due (deux altos)
- Trio à cordes : esquisse orientale
- La nuit et la mer, nocturne pour soprano et alto sur un texte de Goethe
- Sonate pour alto solo (1959)
- Fantaisie pour alto et orchestre (1980)
- Nocturne pour soprano et sextuor à cordes
- Chœurs sur des thèmes de prières orthodoxes
- Romances et chansons pour enfants

## Le pédagogue
Parmi toute une génération d’altistes formés par Fiodor Droujinine au conservatoire de Moscou, le plus célèbre est sans aucun doute Iouri Bachmet. F. Droujinine donna de nombreuses masterclasses en France, Italie, Suisse, Angleterre, Finlande, Pologne et Allemagne au cours desquelles il put transmettre une véritable maîtrise technique ainsi que la compréhension des œuvres de compositeurs russes en général et de Chostakovitch en particulier. Parmi les héritiers de cette tradition de quatuor à cordes, citons entre autres le quatuor Danel.

## Discographie
Fiodor Droujinine – Melodiya MEL CD 10 00867 (2004); Fiodor Droujinine, alto; Mikhaïl Muntian, piano (Glinka, Rubinstein); Larissa Panteleïeva, piano (Chostakovich) 
1. Mikhail Glinka, sonate en ré min . pour alto et piano (1825–1828) 
2. Anton Rubinstein, sonate en fa min. pour alto et piano op.49 (1855) 
3. Dimitri Chostakovich, sonate pour alto et piano op. 147 (1975) 
Great Artists of the Moscow Conservatory – Moscow Conservatory SMC 036 (1998); Fiodor Droujinine, alto; Maria Youdina, Anna Levina, Larissa Panteleïeva, piano 
1. C.P.E. Bach, sonate en 'sol mineur. 
2. Mikhail Glinka, sonate en ré mineur pour alto et piano (1825–1828) 
3. Arthur Honegger, sonate pour alto et piano H. 26 (1920) 
4. Paul Hindemith, sonate pour alto et piano op.11 No.4 (1919) 
Rubinstein: sonate pour alto et piano  et quintette pour piano et vents– Russian Disc (1994); Fiodor Droujinine, viola; Larissa Panteleïeva, piano 
1. Anton Rubinstein :  sonate en fa min. pour alto et piano Op.49 (1855) 
Russian Disc (1994); Fiodor Droujinine, viola; Larissa Panteleïeva, piano 
Anton Rubinstein: sonate en fa min. pour alto et piano Op.49 (1855) 
Melodiya LP 33D-025045/6 (1969); Fiodor Droujinine, alto; Orchestre de chambre du conservatoire de Moscou, Orchestre Symphonique de Moscou
1. Johann Christian Bach/Henri Casadesus : concerto en do mineur pour alto et cordes
2. Roman Ledenev : Concerto-Poème en la mineur pour alto et orchestre Op.13 (1963–1964) 
3. Grigori Frid : Concerto for Viola and Orchestra, Op.52 (1972) 
Melodiya LP S10-08249/50 (1976); Fiodor Droujinine, alto; Mikhail Muntian, piano 
1. Mieczyslaw Weinberg : sonate no.1 pour alto solo, Op.107 (1971) 
2. Grigori Frid : sonate pour violon et piano, Op.62 No.1 (1971)
Sonate pour alto seul (1966), alto : Claude Lelong, enregistrement du 20.XI 1993, Deutsche Oper Berlin, CD DUX 0234 de 1995, DUX Recording Producers, Varsovie, Pologne